# آن یانگ هاک
آن یانگ هاک (انگلیسی: An Yong-hak؛ زادهٔ ۲۵ اکتبر ۱۹۷۸) یک بازیکن فوتبال اهل کره شمالی است.
وی همچنین در تیم‌های ملی فوتبال کره شمالی بازی کرده‌است.